# 特斯拉得克萨斯超级工厂
特斯拉得克萨斯超级工厂（英语：Tesla Gigafactory 5 或者 Giga Texas）是位于得克萨斯州奥斯汀附近的一家汽车制造厂，自2020年7月起建造。 特斯拉的目标是在2021年底前工厂投入运行。
该工厂预计将成为生产赛博皮卡和特斯拉半挂式卡车的主要工厂；它还将为美国东部生产Model 3和Model Y汽车。

## 地址
2020年7月，德尔瓦勒独立学区批准了一项价值6800万美元的税收优惠计划。同年7月22日，在2020年第二季度财报电话会议上，特斯拉宣布5号超级工厂最终选址于得克萨斯州奥斯汀的德尔瓦勒市。 厂区占地2100英亩（8.5平方公里），靠近哈罗德绿道和130号得州州道。7月底开始施工。2021年7月，特斯拉德州超级工厂基本完工，已部署生产。